# 사신 (스타크래프트)
사신(영어: Reaper)은 스타크래프트 2 종족인 테란의 유닛이다. 병영에서 생산이 가능한 유닛이다.

## 특징
사신은 스타크래프트 2에서 새로이 등장한 유닛이다. 스타크래프트 2의 설정상으론 재사회화도 불가능한 흉악한 범죄자를 사신으로 투입한 것이 된다. 사신의 영어 이름인 Reaper는 한글로 그대로 음역하면 리퍼가 된다. 사신은 테란의 지상 유닛들 중에서 추진기를 이용해 언덕과 같은 지형을 무시할 수 있는 장점이 있는 유닛이기 때문에 스타크래프트 2의 지상 유닛들 중에선 지형의 제약을 가장 덜받는 유닛 중에 하나이다. 사신은 스타크래프트 2에선 적의 일꾼 유닛들인 건설로봇, 탐사정, 일벌레와 같은 일꾼 유닛들을 잡는데 더욱 특화된 유닛이며 초반엔 이런 점을 이용해 상대의 일꾼을 잡아주는데 사용한다. 사신은 해병과 더불어 병영을 짓기만 하면 바로 뽑을 수 있는 유닛이며 기동성도 좋은 장점이 있는 유닛이다. 다만 사신은 해병이나 불곰과는 달리 전투 자극제는 사용할 수 없으며 대신 전투 회복제를 통해 스스로 치유할 수 있는 능력과 KD8 지뢰를 심을 수 있는 능력을 가지고 있다. 유닛의 능력치는 체력:60, 기본 방어력:0, 지대지 공격력:4(공격력 업그레이드 시 X2의 효과를 가진다.)로 기본 방어력이 없으며 지대공 공격이 불가능하기 때문에 상대가 공대지 공중 유닛으로 대응할 경우에는 사신을 운영하는 테란측에서도 지대공이 되는 공중 유닛, 공대공이 되는 공중 유닛으로 대응하게 된다. 사신을 생산하는데 필요한 자원, 인구수, 시간은 광물:50, 가스:50, 인구수:1, 생산 시간:45초이다. 캠페인과 협동전에선 사신은 기존의 능력 외에 추가로 U-238 탄환, G-4 집속탄을 추가로 사용이 가능하며 이는 각각 사신의 사정거리를 1 더 늘려주는 업그레이드, 강력한 범위 공격을 하는 폭탄이 된다. 협동전에서의 사신은 광물만 50만 소모하고 가스를 소모하지 않는 데다가 죽으면 광물:10을 돌려주기 때문에 이런 점이 장점으로 작용하는 유닛이 된다.

## 같이 보기
- 스타크래프트
- 테란